# Yves Demaria
Yves Demaria, född 22 januari 1972 i Marseille, är en fransk motocrossförare. Han har vunnit världsmästerskapen i motocross tre gånger: 2004, 2006 och 2007. Samtliga gånger i MX3-klassen. Demaria deltog också i Frankrikes segrande lag i lag-VM, Motocross des Nations 2001.